# Roderick Miranda
Roderick Jefferson Gonçalves Miranda (ur. 30 marca 1991 w Odivelas) – portugalski piłkarz występujący na pozycji obrońcy w Wolverhampton Wanderers.